# Sønder Boulevard
Sønder Boulevard er en 1,3 km lang gade på Vesterbro i København. Den ligger i forlængelse af Halmtorvet og fører ned til nu nedlagte Enghave Station, hvorefter den munder ud i Vesterfælledvej.
Hvor gaden ligger i dag, lå 1847-1864 den inderste del af Danmarks første jernbane, Vestbanen. I 1864 omlagdes banen imidlertid til at gå over Frederiksberg og i 1911 til dens nuværende forløb på sydsiden af Ingerslevsgade.
Gaden blev ifølge bogen Københavnske gadenavnes historie anlagt i 1905. På Hother Waagensens Kort over Kjøbenhavn fra 1886 kan den imidlertid sammen med Halmtorvet og Stampesgade genkendes under navnet Ny Stormgade. Det er dog uklart, om den vestlige ende da lå ved Dannebrogsgade eller Dybbølsgade, eller om den kunne følges helt ud til Enghave Station.
Selve navnet Sønder Boulevard er givetvis tænkt som en pendant til Vester Boulevard, der i 1954 omdøbtes til H.C. Andersens Boulevard.
I 1924 åbnede i nr. 79-81 biografen Boulevard-teatret. Den afløstes i 1965 af Københavns første egentlige Art Cinema, Peter Refn og Knud Hauges Camera, som eksisterede indtil 1974, hvor Refn overtog Grand Teatret.
Sønder Boulevard blev sammen med Halmtorvet totalrenoveret i perioden 1999-2003 og har i dag en række faciliteter mellem de to kørebaner, som eksempelvis boldbur og legeplads. Efter renoveringen fortrak sexarbejderne sig fra Halmtorvet og Sønder Boulevard og har siden holdt til i Skelbækgade.